# Prosorowo (Kaliningrad)
Prosorowo (russisch Прозорово, deutsch Geidau) ist ein Ort in der russischen Oblast Kaliningrad. Er gehört zum Stadtkreis Baltijsk. Laut den letzten beiden Volkszählungen von 2010 und 2021 ist der Ort unbewohnt.

## Geographische Lage
Prosorowo liegt 29 Kilometer westlich der Oblasthauptstadt Kaliningrad (Königsberg) und ist über eine Nebenstraße, die bei Krylowka (Wischrodt) von der Regionalstraße 27A-016 (ex A193) in nördlicher Richtung abzweigt, zu erreichen. Nächste Bahnstation ist der Haltepunkt O. p. 33 km an der Bahnstrecke Kaliningrad–Baltijsk (Königsberg–Pillau).

## Geschichte
Der bis 1946 Geidau genannte Ort fand seine erste Erwähnung im Jahre 1258. Von 1874 bis 1945 war die Landgemeinde Geidau mit den Vorwerken Karlshof (heute russisch: Tscherjomuchino) und Bruch (heute nicht mehr existent) sowie Wischrodt (Krylowka) in den Amtsbezirk Kallen (Zwetnoje) eingegliedert. Er gehörte bis 1939 zum Landkreis Fischhausen, danach bis 1945 zum Landkreis Samland im Regierungsbezirk Königsberg der preußischen Provinz Ostpreußen. Im Jahre 1910 zählte das Dorf 270 Einwohner, 1933 waren es 292 und 1939 noch 283.
In Kriegsfolge kam Geidau 1945 mit dem nördlichen Ostpreußen zur Sowjetunion. Im Jahr 1947 erhielt der Ort die russische Bezeichnung Prosorowo und wurde gleichzeitig dem Dorfsowjet Logwinski selski Sowet im Rajon Primorsk zugeordnet. Im Jahr 1950 gelangte der Ort in den Zwetnowski selski sowet und 1959 dann in den Powarowski selski Sowet. Vermutlich 1994 wurde Prosorowo dem Stadtkreis Baltijsk zugeordnet. Von 2008 bis 2018 gehörte der Ort zur Landgemeinde Selskoje posselenije Diwnoje im Rajon Baltijsk und seither (wieder) zum Stadtkreis Baltijsk.

## Kirche
Vor 1945 war Geidau mit seiner überwiegend evangelischen Einwohnerschaft ein Kirchspielort der Kirche Fischhausen (Ostpreußen) (heute russisch: Primorsk). Sie war Teil des Kirchenkreises Fischhausen innerhalb der Kirchenprovinz Ostpreußen der Kirche der Altpreußischen Union. Heute liegt Prosorowo im Einzugsgebiet der evangelisch-lutherischen Gemeinde in Swetly (Zimmerbude), einer Filialgemeinde der Auferstehungskirche in Kaliningrad (Königsberg) in der Propstei Kaliningrad der Evangelisch-lutherischen Kirche Europäisches Russland.